# Orkidébauhinia

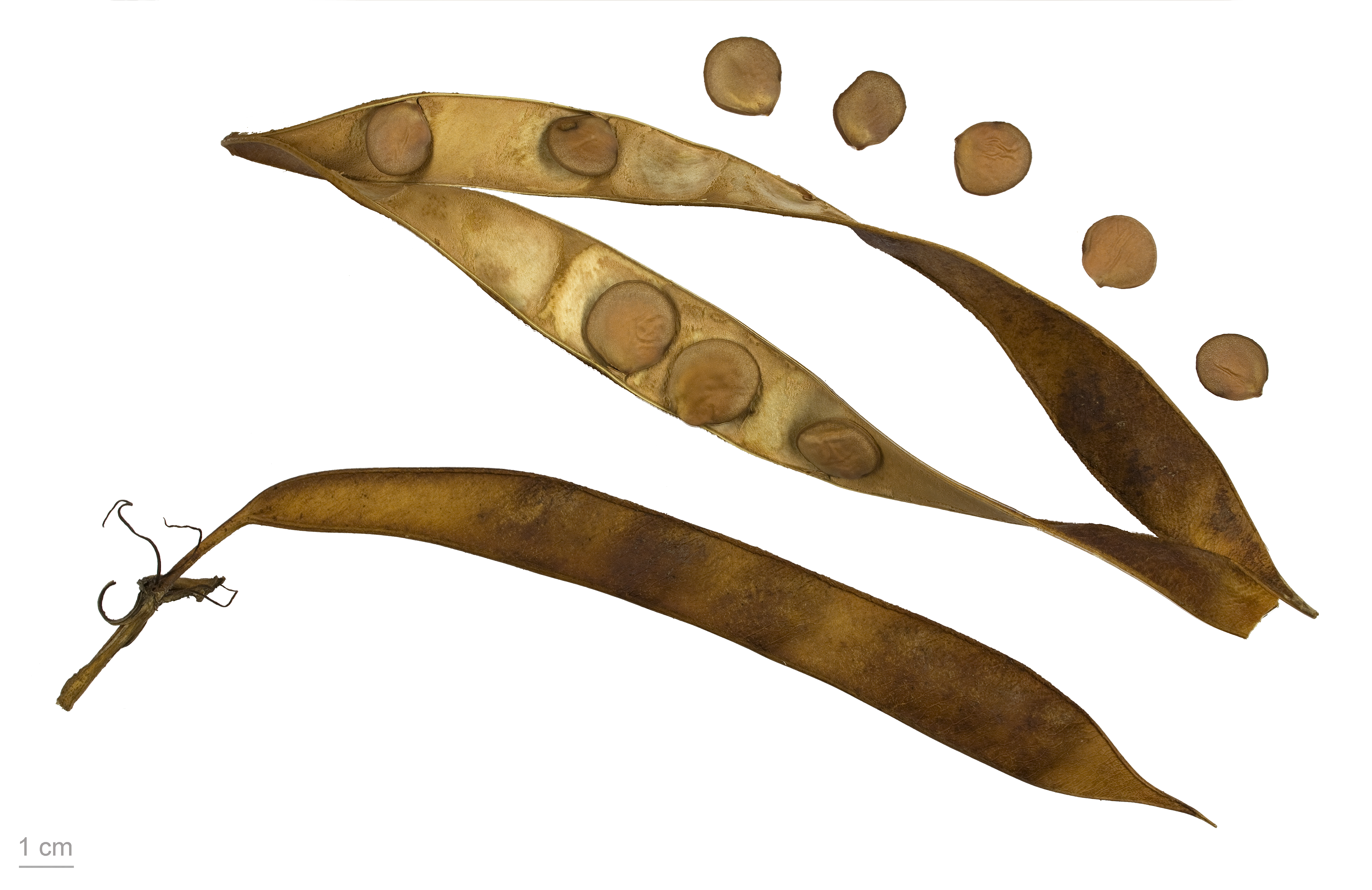
Bauhinia variegata

Orkidébauhinia (Bauhinia variegata) är en art av blomväxter i familjen ärtväxter från norra Indien till Vietnam och södra Kina.
Ett litet till medelstort träd, 10-12 m högt som fäller bladen under torkperioden. Bladen 10-20 cm långa och breda, rundade och delade i två lober. Blommorna är mycket vackra, rosa till purpur eller blåaktiga, ibland rent vita, 8-12 cm i diameter, med fem kronblad, doftande. Frukten är en balja 15-30 cm lång med många frön.
Barken används till att färga tyger. Unga blad och blomknoppar kan ätas som grönsak.

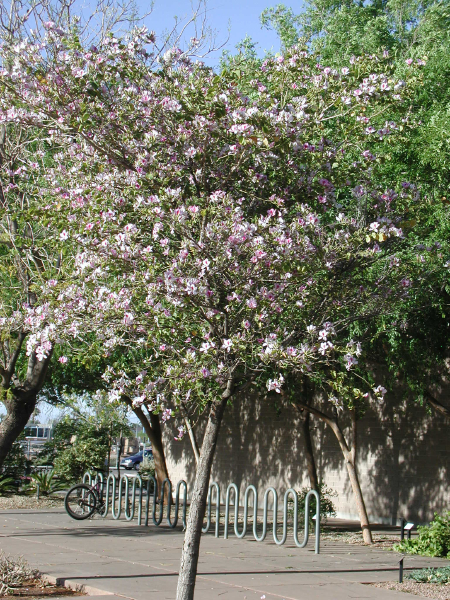
Foto: George Hull

## Odling
Populärt träd i varmare länder. Även om det tål en del frost är det inte härdigt i Sverige, men kan möjligen odlas som urnväxt och övervintras frostfritt. Arten är känslig för kalk och bör odlas i näringsrik jord med lågt pH. Förökas lättast med frön, även om sticklingar kan fungera.

## Sorter

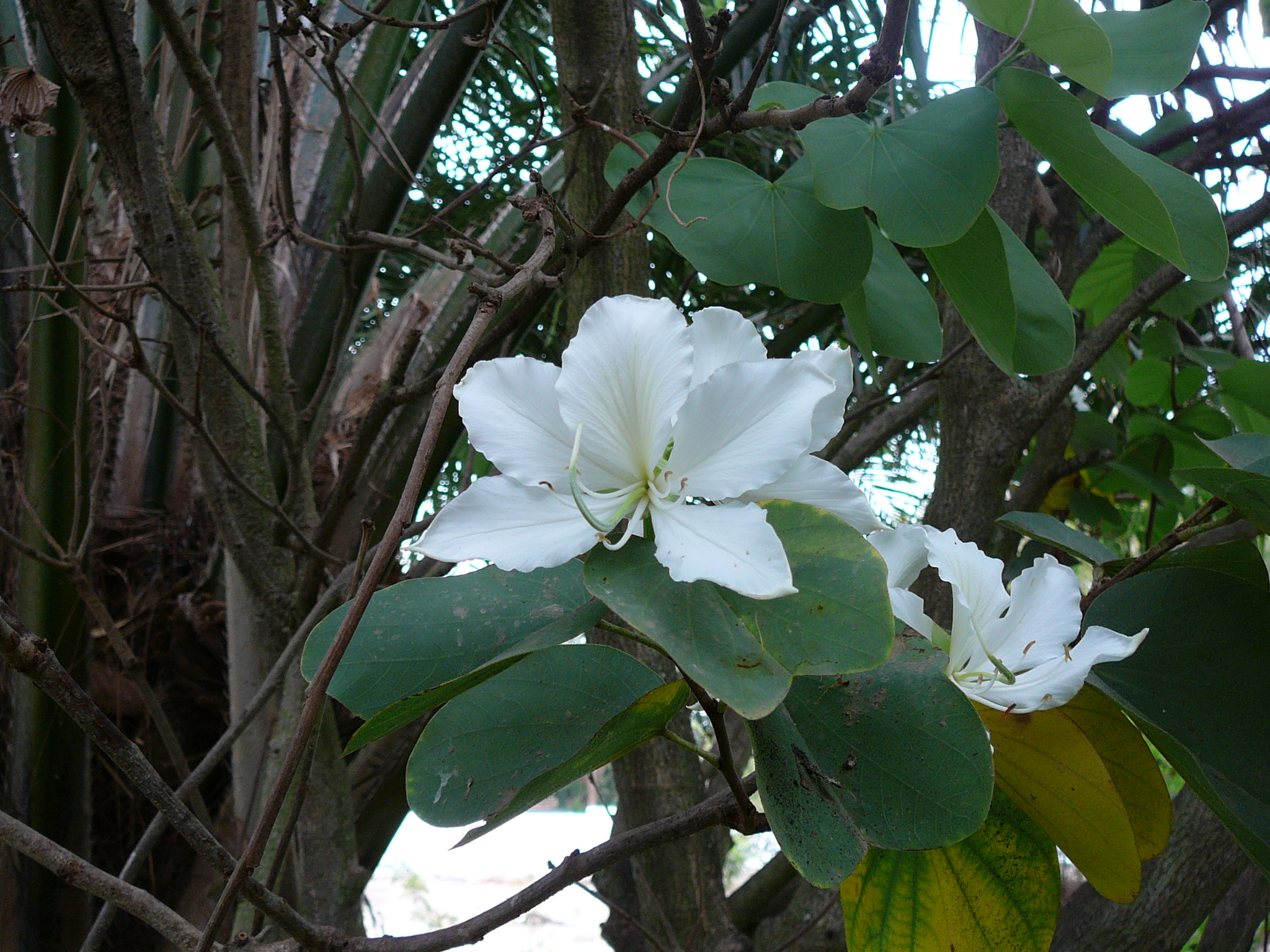
'Candida'

- 'Candida' - (syn. 'Alba') har rent vita blommor och är vanlig i odling.
- 'Purpurea' - har djupt purpur blommor.

## Hybrider
Arten är troligen ena föräldern till hongkongbauhinia (B. ×blakeana).

## Synonymer
Bauhinia chinensis (de Candolle) Vogel
Bauhinia decora Uribe
Bauhinia variegata var. chinensis de Candolle
Perlebia variegata (L.) A.Schmitz
Phanera variegata (L.) Bentham
'Candida'
Bauhinia alba Wallich
Bauhinia candida Aiton
Bauhinia variegata var. alboflava de Wit
Bauhinia variegata var. candida (Aiton) Corner
Perlebia variegata var. alboflava (de Wit) A.Schmitz